# Freycinetia aruensis
Freycinetia aruensis är en enhjärtbladig växtart som beskrevs av Ugolino Martelli. Freycinetia aruensis ingår i släktet Freycinetia och familjen Pandanaceae. Inga underarter finns listade.